# 에런 엑블래드
에런 엑블래드(영어: Aaron Ekblad, 1996년 2월 7일~)는 캐나다의 아이스하키 선수로 포지션은 수비수이다. 현재 내셔널 하키 리그(NHL)의 플로리다 팬서스 소속으로 뛰고 있다. 2014년 NHL 드래프트에서 전체 1위로 팬서스의 지명을 받으며 프로 선수 경력을 시작했다. NHL 1년 차인 2015년에 올스타에 선정되었으며 콜더 메모리얼 트로피를 수상했다.